# Championnat du Portugal de football de deuxième division 2017-2018
Navigation
Saison précédente Saison suivante
La saison 2017–2018 du Championnat du Portugal de football de deuxième division, ou Ledman LigaPro, est la 28e édition du championnat de deuxième division professionnelle portugaise.

## Organisation du championnat
Cette saison, contrairement aux 22 équipes que comptait la saison précédente, ce sont 20 équipes qui concourent dans ce championnat qui se déroule en matches aller/retour sur 38 journées.
À l'issue de la saison, le champion et son dauphin sont directement promus en Liga NOS. Les équipes terminant de la 17e à la 20e place sont reléguées en Campeonato de Portugal Prio (troisième division). À noter que les équipes réserves (ou "B") ne sont pas éligibles à la promotion en division supérieure.

## Clubs participants
| Club                  | Se maintient depuis | Classement 2016-2017 | Entraîneur          | Depuis | Stade                         | Capacité théorique | Ville                  |
| --------------------- | ------------------- | -------------------- | ------------------- | ------ | ----------------------------- | ------------------ | ---------------------- |
| Académica de Coimbra  | 2016                | 6e                   | Quim Machado        | 2018   | Stade Cidade de Coimbra       | 29 744             | Coimbra                |
| Académico de Viseu FC | 2013                | 17e                  | Manuel Cajuda       | 2018   | Stade de Fontelo              | 8 046              | Viseu                  |
| FC Arouca             | 2017                | 17e (D1)             | Miguel Leal         | 2017   | Municipal de Arouca           | 5 600              | Arouca                 |
| SL Benfica B          | 2012                | 4e                   | Hélder Cristóvão    | 2013   | Caixa Futebol Campus          | 2 708              | Seixal                 |
| SC Braga B            | 2012                | 7e                   | Wender Said         | 2018   | Municipal 1° de maio          | 30 000             | Braga                  |
| CD Cova da Piedade    | 2016                | 16e                  | Bruno Ribeiro       | 2017   | Municipal José Martins Vieira | 3 500              | Cova da Piedade        |
| SC Covilhã            | 2008                | 8e                   | José Augusto        | 2017   | Stade José dos Santos Pinto   | 2 055              | Covilhã                |
| FC Famalicão          | 2015                | 15e                  | Vasco Seabra        | 2018   | Municipal de Famalicão        | 10 000             | Vila Nova de Famalicão |
| Gil Vicente FC        | 2015                | 13e                  | Pedro Ribeiro       | 2018   | Stade Cidade de Barcelos      | 12 032             | Barcelos               |
| Leixões SC            | 2010                | 18e                  | Francisco Chaló     | 2018   | Estádio do Mar                | 9 821              | Matosinhos             |
| CD Nacional           | 2017                | 18e (D1)             | Costinha            | 2017   | Stade de Madère               | 5 586              | Funchal                |
| UD Oliveirense        | 2017                | 2e (D3)              | Pedro Miguel        | 2016   | Stade Carlos Osório           | 1 435              | Oliveira de Azeméis    |
| FC Penafiel           | 2015                | 5e                   | Armando Evangelista | 2017   | Municipal 25 de abril         | 5 230              | Penafiel               |
| FC Porto B            | 2012                | 12e                  | António Folha       | 2016   | Municipal Dr.Jorge Sampaio    | 8 272              | Vila Nova de Gaia      |
| Real SC               | 2017                | 1er (D3)             | Alexandre Santos    | 2018   | Complexe Sportif du Real SC   | 1 200              | Queluz                 |
| CD Santa Clara        | 2003                | 10e                  | Carlos Pinto        | 2016   | Stade de São Miguel           | 12 500             | Ponta Delgada          |
| Sporting CP B         | 2012                | 14e                  | Luís Martins        | 2017   | Stade Aurélio Pereira         | 1 180              | Alcochete              |
| CF União da Madeira   | 2016                | 3e                   | Ricardo Chéu        | 2017   | Centre Sportif de Madère      | 2 500              | Ribeira Brava          |
| Varzim SC             | 2015                | 9e                   | Nuno Capucho        | 2017   | Stade du Varzim SC            | 7 280              | Póvoa de Varzim        |
| Vitória SC B          | 2012                | 11e                  | Vítor Campelos      | 2015   | Stade D. Afonso Henriques     | 30 000             | Guimarães              |

## Classement
En cas d'égalité, les équipes sont départagées selon les critères suivants :
1. Face-à-face
2. Différence de buts lors des face-à-face
3. Nombre de buts marqués lors des face-à-face
4. Différence de buts générale
5. Nombre de buts marqués (général)

| Rang | Équipe                | Pts | J  | G  | N  | P  | Bp | Bc | Diff |
| ---- | --------------------- | --- | -- | -- | -- | -- | -- | -- | ---- |
| 1    | CD Nacional R         | 71  | 38 | 19 | 14 | 5  | 72 | 42 | +30  |
| 2    | CD Santa Clara        | 66  | 38 | 19 | 9  | 10 | 55 | 40 | +15  |
| 3    | Académico de Viseu FC | 64  | 38 | 17 | 13 | 8  | 50 | 40 | +10  |
| 4    | Académica de Coimbra  | 63  | 38 | 19 | 6  | 13 | 59 | 40 | +19  |
| 5    | FC Penafiel           | 62  | 38 | 17 | 11 | 10 | 55 | 43 | +12  |
| 6    | FC Arouca R           | 59  | 38 | 16 | 11 | 11 | 42 | 37 | +5   |
| 7    | FC Porto B            | 58  | 38 | 18 | 4  | 16 | 50 | 55 | -5   |
| 8    | Leixões SC            | 56  | 38 | 14 | 14 | 10 | 50 | 43 | +7   |
| 9    | CD Cova da Piedade    | 51  | 38 | 14 | 9  | 15 | 42 | 45 | -3   |
| 10   | Varzim SC             | 50  | 38 | 13 | 11 | 14 | 41 | 41 | 0    |
| 11   | Vitória SC B          | 50  | 38 | 14 | 8  | 16 | 44 | 49 | -5   |
| 12   | UD Oliveirense P      | 49  | 38 | 13 | 10 | 15 | 45 | 47 | -2   |
| 13   | SL Benfica B          | 49  | 38 | 14 | 7  | 17 | 54 | 60 | -6   |
| 14   | FC Famalicão          | 48  | 38 | 13 | 9  | 16 | 46 | 49 | -3   |
| 15   | SC Covilhã            | 47  | 38 | 12 | 11 | 15 | 32 | 41 | -9   |
| 16   | SC Braga B            | 44  | 38 | 10 | 14 | 14 | 44 | 48 | -4   |
| 17   | CF União da Madeira   | 44  | 38 | 12 | 8  | 18 | 44 | 53 | -9   |
| 18   | Sporting CP B         | 42  | 38 | 11 | 9  | 18 | 46 | 65 | -19  |
| 19   | Gil Vicente FC        | 36  | 38 | 8  | 12 | 18 | 29 | 45 | -16  |
| 20   | Real SC P             | 32  | 38 | 8  | 8  | 22 | 47 | 61 | -14  |

| Légende : Promotions et relégations | Légende : Promotions et relégations                                  |
| ----------------------------------- | -------------------------------------------------------------------- |
|                                     | Promu en Liga NOS 2018-2019                                          |
|                                     | Relégué en 3e division                                               |
|                                     | Équipe réserve ne pouvant pas être promue                            |
|                                     | R : Relégué de Liga NOS 2016-2017 P : Promu de 3e division 2016-2017 |

## Statistiques

### Meilleurs buteurs
| Rang | Joueur            | Club           | Buts | Matches |
| ---- | ----------------- | -------------- | ---- | ------- |
| 1    | Ricardo Gomes     | CD Nacional    | 22   | 36      |
| 2    | Carlos Vinícius   | Real SC        | 19   | 37      |
| 3    | Thiago Santana    | CD Santa Clara | 15   | 33      |
| 4    | Heriberto Tavares | SL Benfica B   | 14   | 37      |
| 5    | Murilo Souza      | CD Nacional    | 13   | 38      |